# فرانك إينفانت
فرانك إينفانت (بالإنجليزية: Frank Infante)‏ هو موسيقي وكاتب أغاني وعازف قيثارة أمريكي، ولد في 15 نوفمبر 1951 في نيويورك في الولايات المتحدة.

## وصلات خارجية
- فرانك إينفانت على موقع IMDb (الإنجليزية)
- فرانك إينفانت على موقع ميوزك برينز (الإنجليزية)
- فرانك إينفانت على موقع ديسكوغز (الإنجليزية)
- فرانك إينفانت على موقع قاعدة بيانات الفيلم (الإنجليزية)